# Сербичани
Сербича́ни — село у Сокирянській міській громаді Дністровського району Чернівецької області України.
Розташоване за 10 км на північний захід від центру громади (автошляхом Р63 — 14 км)

## Географія
У селі бере початок річка Драбища, права притока Раківця.

## Історія
В письмових  джерелах село вперше згадується на початку XVII століття. В центрі села та на схід від нього в урочищі Пилиповський став виявлені поселення трипільської культури (ІІІ тисячоліття до нашої ери), а на захід від села – могильник черняхівської культури (ІІ-V століття нашої ери).
Територія краю в Х-ХІ століттях входила до складу Київської Русі, згодом – до Галицько-Волинського князівства, а з середини XIV століття – до складу Молдовського князівства.
З господарських грамот і актових записів Молдовського князівства XV-XVII століть, відомо, що в другій половині XV століття село Сербичани належало Андрійкові Шербичу (Шербич, Шербик), завдяки якому село й отримало свою назву – «Шербичани», що змінилася з часом на «Сербичани». В першій половині XVII в. половина села дісталася боярину Сіміону Пилиповському, як придане від батьків його дружини Маріки, – дочки Іонашка Дермана (з Угорщини) і Маргіци Вринчану, внучка багатого землевласника Івана Вринчану, який був одним з нащадків і спадкоємців володінь Андрійка Шербича.
За даними на 1859 рік у власницькому селі Хотинського повіту Бессарабської губернії мешкало 541 особа (267 чоловічої статі та 274 — жіночої), налічувалось 108 дворових господарств, існувала православна церква.
Станом на 1886 рік у власницькому селі Романкоуцької волості, мешкало 497 осіб, налічувалось 86 дворових господарств, існувала православна церква.
В лютому 1918 року край був окупований австрійськими військами, а в листопаді того ж року – румунськими королівськими військами.
В кінці березня 1944 року воїни 133 стрілецької дивізії визволили с.Сербичани.

### Радянська влада
В 1945 році в селі було організовано колгосп. Колгосп ім. Леніна мав 1915 га землі, у т. ч. орної — 1424 га., саду — 60 га. Напрям господарства зерно-буряковий з м’ясо-молочним тваринництвом. Основні сільськогосподарські культури, що вирощувалися, — пшениця, цукрові буряки, кукурудза, соняшники. На фермах було близько 2 тис. голів худоби. В господарстві налічувалися млин, пилорама, олійниця, столярна майстерня, кузня, 62 електромотори, 14 тракторів, 19 різних комбайнів, 10 автомашин. Колгосп був учасником Всесоюзної сільськогосподарської виставки у 1954, 1955, 1957 роках. За вирощення високого врожаю цукрових буряків у 1965 році відзначено нагородами 5 чоловік, серед них орденом Леніна — голову колгоспу М.П. Антоніка.
За роки Радянської влади в селі відкрито восьмирічну школу, клуб, фельдшерсько-акушерський пункт, пологовий будинок, промтоварний, продовольчий і господарчий магазини, їдальню, швейну майстерню, поштове відділення. Сербичани фактично перебудовані; тут зведено близько 400 нових житлових будинків.

## Населення

### Мова
Розподіл населення за рідною мовою за даними перепису 2001 року:
| Мова       | Кількість | Відсоток |
| ---------- | --------- | -------- |
| українська | 1550      | 98.73%   |
| російська  | 14        | 0.89%    |
| румунська  | 6         | 0.38%    |
| Усього     | 1570      | 100%     |

## Економіка
В селі функціонує Територіальне відокремлене банківське відділення №6801/09 ВАТ «Державний Ощадний банк України».
Діючі підприємства:
- вирощування фруктів, ягід, горхів — ПП "Плодовоягідне", ПП "Вікторія-І",
- вирощування зернових та технічних культур — ПП "Буковина Агросвіт", ТОВ "Сербичанське" та фермерські господарства,
- вирощування буряків — СТОВ "Надія",
- продукція розсадників — ФГ "Цвіт".

## Соціальна сфера
Загальноосвітня школа І-ІІІ ст. (директор - Кулик Надія Анатоліївна), дитячий садок "Перлина", амбулаторія загальної практики-сімейної медицини, клуб, бібліотека, відділення поштового зв'язку.

Сербичанська загальноосвітня школа І-ІІІ ступенівСербичанська загальноосвітня школа І-ІІІ ступенів
Сільський клубСільський клуб

## Транспорт
Сербичани знаходяться за 4 км. від найближчої станції Романківці Львівської залізниці. В селі є автобусна зупинка. Через яку курсують автобуси призначенням: Чернівці - Сокиряни, Чернівці - Розкопинці, Чернівці - Новодністровськ.

## Культура
В селі організований танцювальний колектив - гурт "Маланка"

## Релігійне життя
В селі є дві церкви:
Архангело-Михайлівська церква (1846 р., дерев'яна),
Свято-Михайлівська церква (2009 р., кам'яна).

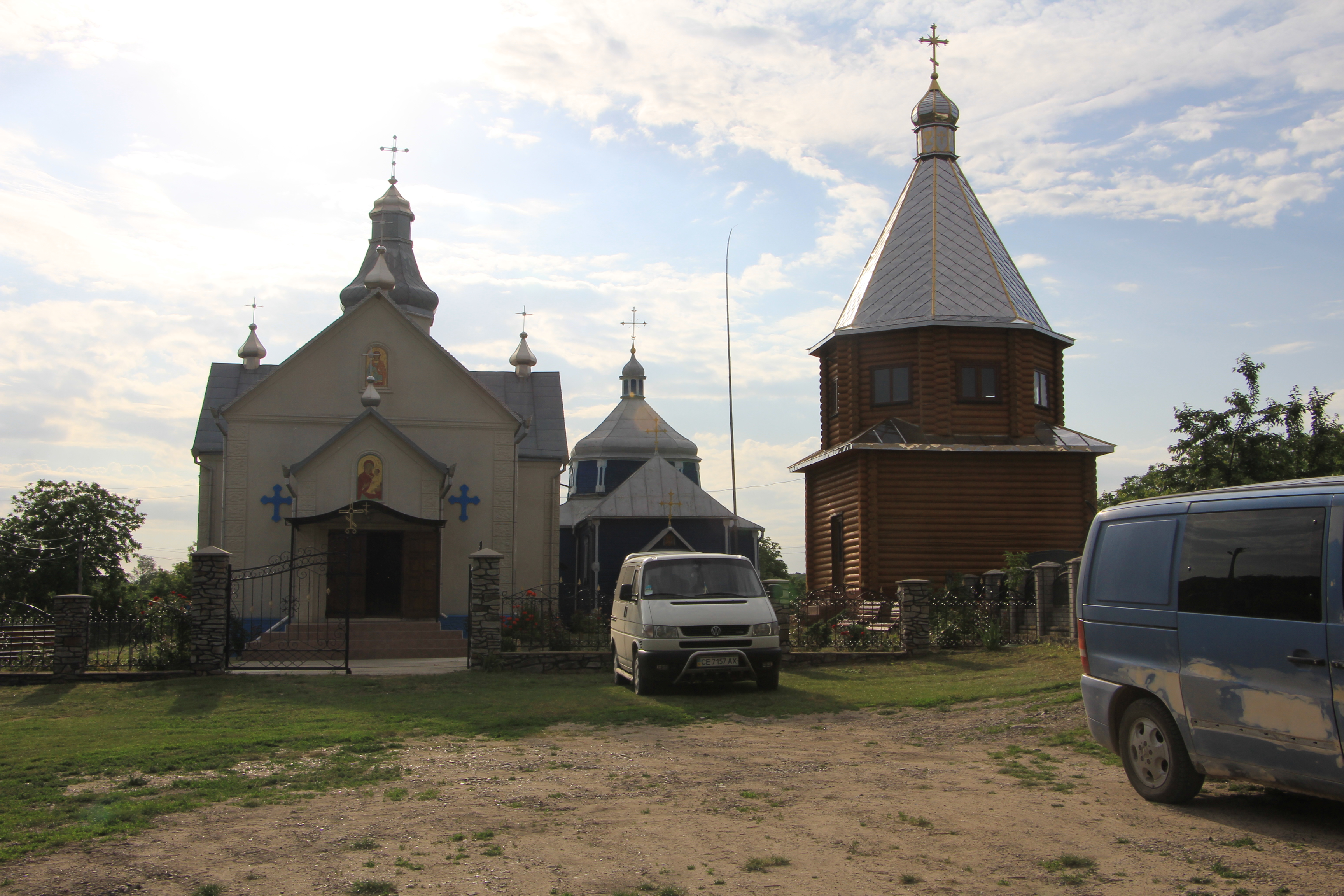
Церква Св. Арх. Михайла 1846 с. Сербичани
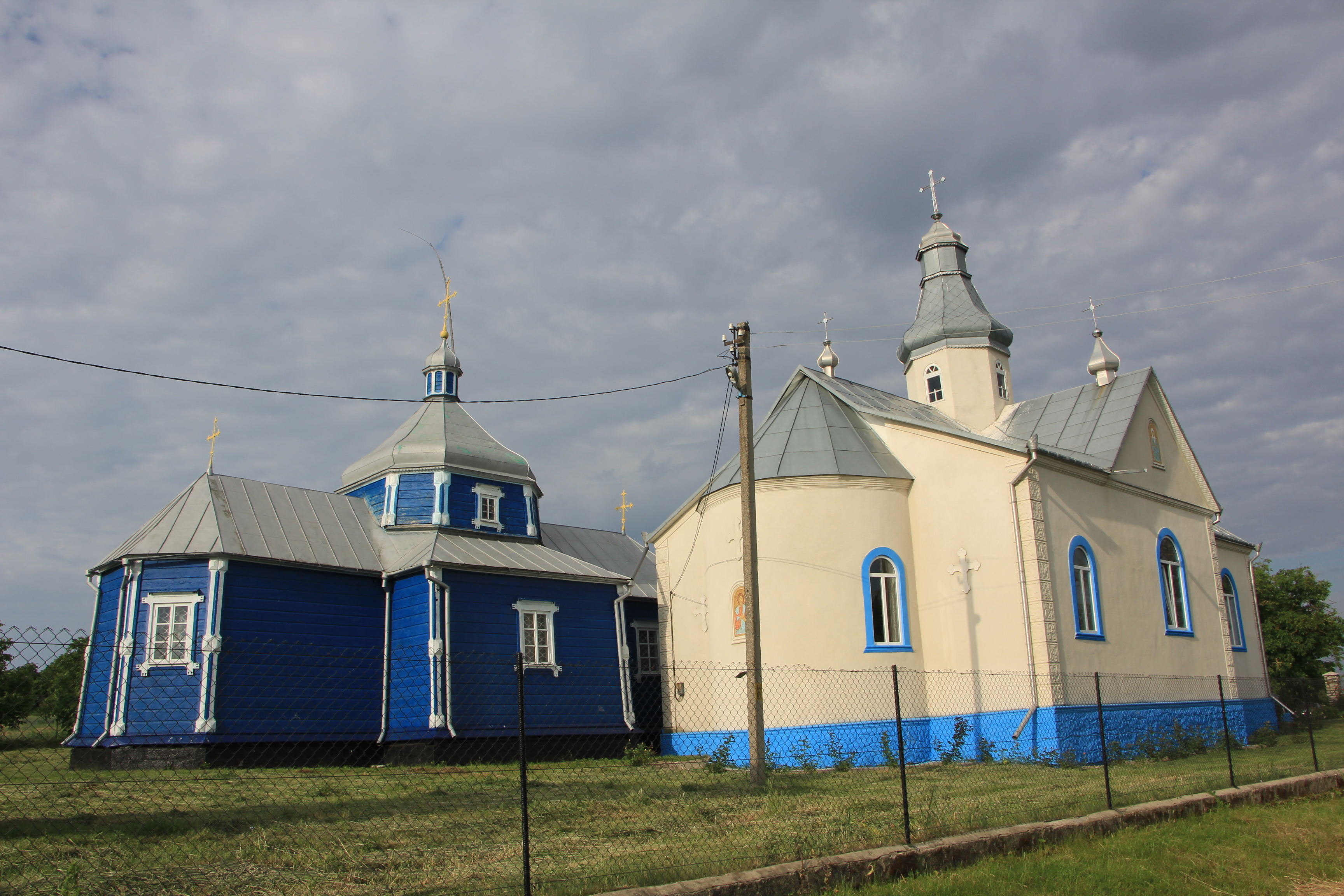
Церква Св. Арх. Михайла 1846 с. Сербичани
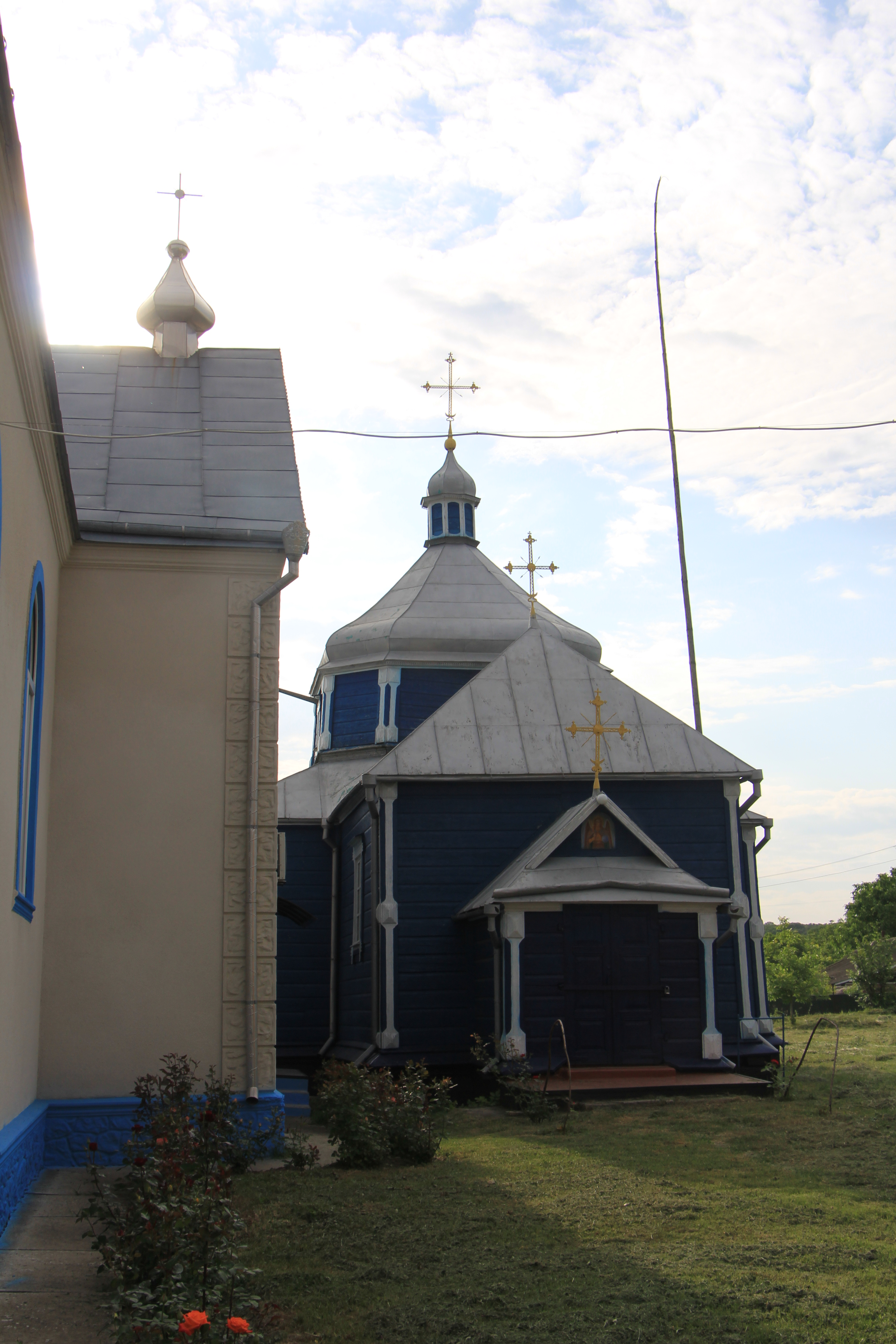
Церква Св. Арх. Михайла 1846 с. Сербичани
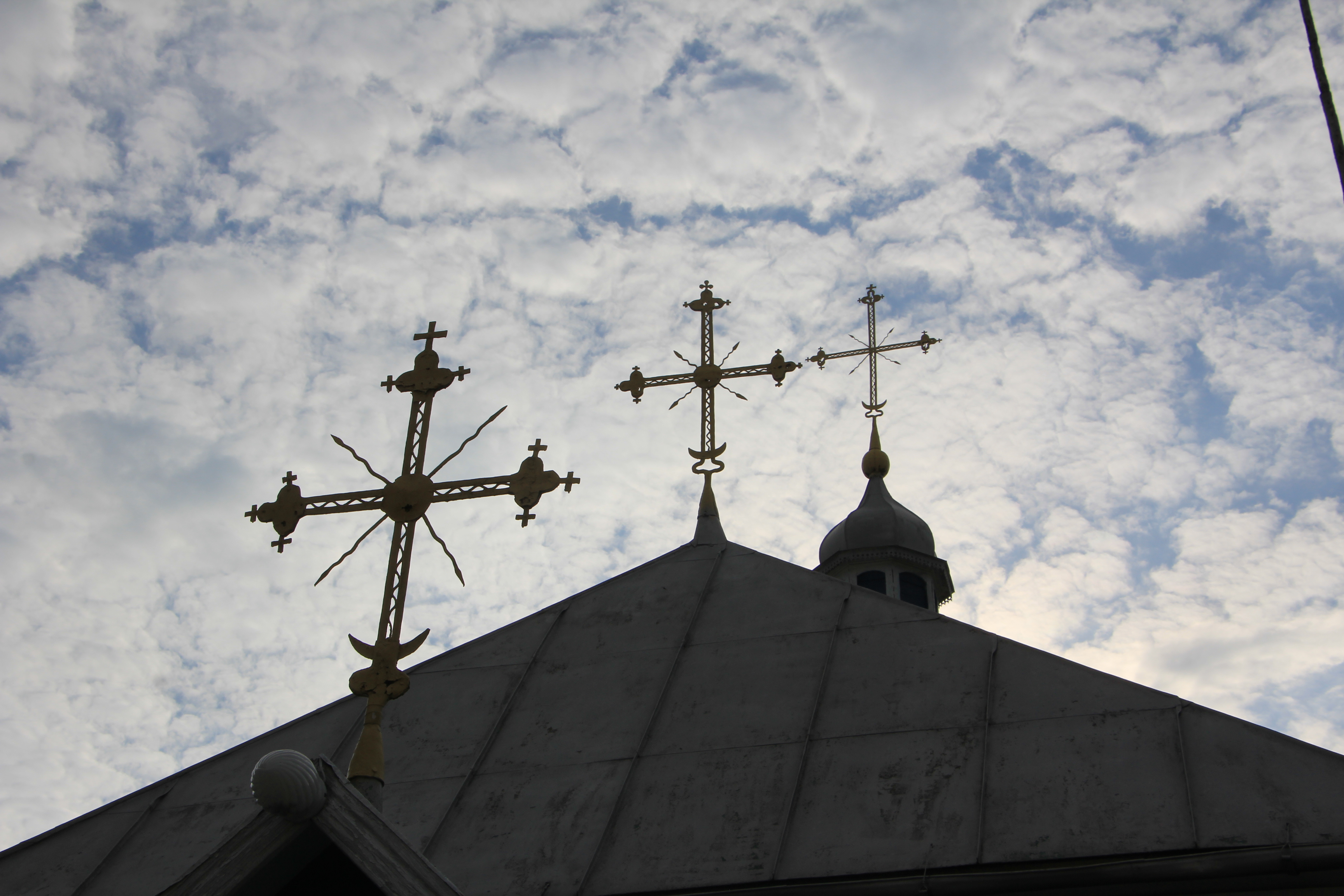
Церква Св. Арх. Михайла 1846 с. Сербичани
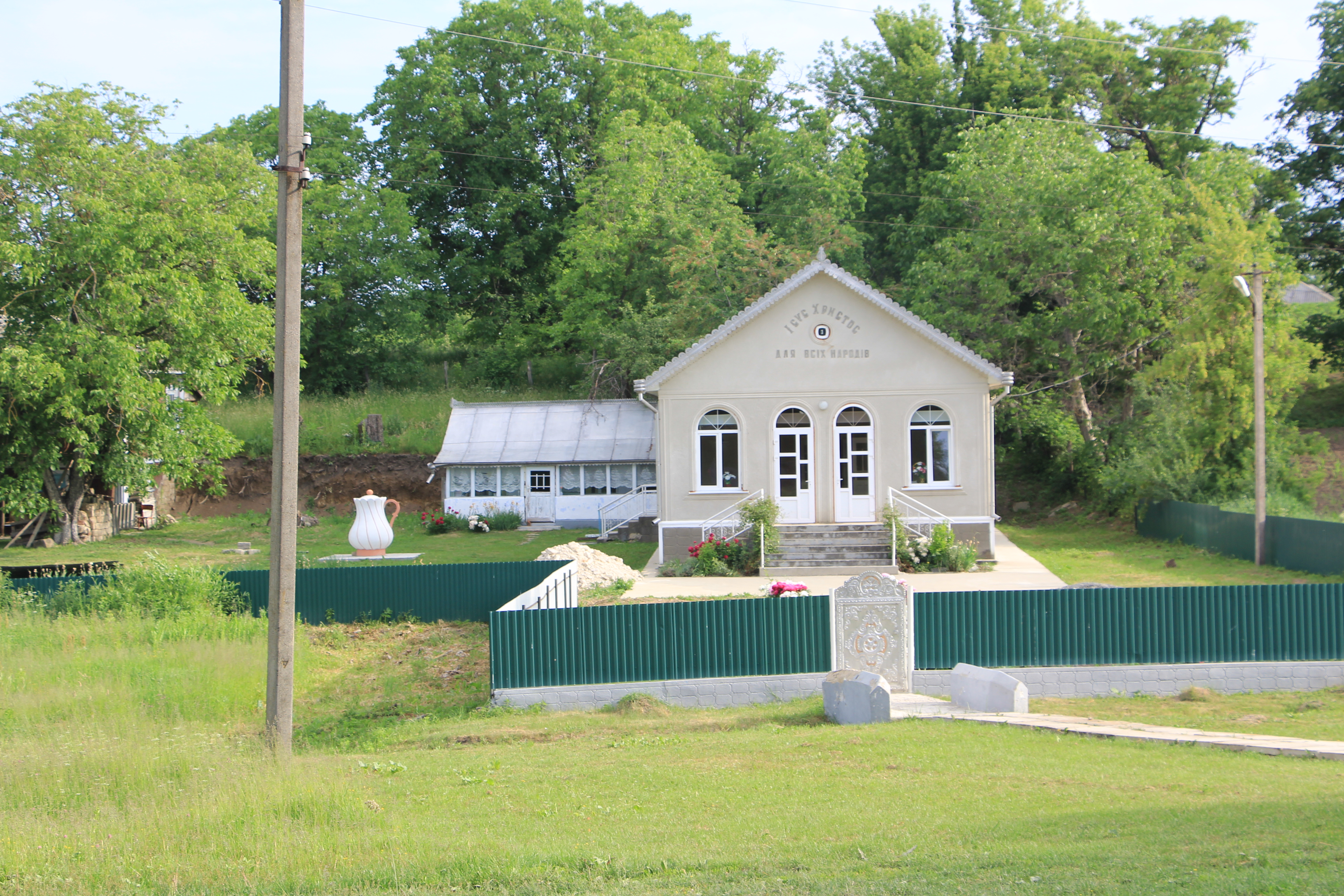
Дім молитви с. Сербичани

## Особистості
- Анатій Віра Юріївна — лейтенант Збройних Сил України, учасниця російсько-української війни, лицар ордена «За мужність» ІІІ ступеня, загинула 24.02.2022 р.
- Антонік Микола Пантелейович -(нар. 1922 — пом. 1993) — український радянський громадсько-політичний діяч, учасник параду Перемоги. Народився 1922 року на Житомирщині. З травня 1942 р. по 9 травня 1945 р. — учасник Великої Вітчизняної війни. Учасник штурму Кенігсбергу. Брав участь у параді Перемоги 24 червня 1945 р. у Москві на Красній площі. У 1953 р. прибув зі Східної України у с. Сербичани Сокирянського району Чернівецької області. Працював секретарем партійної організації колгоспу ім. Леніна, з 1959 по 1978 р. — головою цього господарства. Обирався депутатом Сербичанської сільської ради. Помер 1993 р. Нагороди і відзнаки: Медаль «За взяття Кенігсберга», орден Червоної Зірки, орден «Знак Пошани», орден Леніна[7].
- Война Сергій Васильович (1984—2023) — солдат Збройних сил України, учасник російсько-української війни.

### Інші
- Добровольський Віктор Васильович — (11.01.1958 — 31.07.1983) — Воїн-інтернаціоналіст.

Народився 11 січня 1958 року в с. Сербичани Сокирянського району. Закінчив Чернівецький медичний інститут. У Збройних Силах СРСР з 5.08.1979 року. В Афганістані з липня 1982 року. Лейтенант Віктор Добровольський був начальником медичної служби полку. Проявив себе добре підготовленим, уважним військовим лікарем. Неодноразово брав участь у бойових операціях та супроводі автоколон. 27 липня 1983 року був важко поранений у бою. Помер у госпіталі 31.07.1983 року. За мужність та відвагу нагороджений орденом Червоної Зірки (посмертно). Похований у смт Окниця, Молдова.
- Добровольський Віктор Васильович // Шинкарь В. І чорніли тульпани… / В. Шинкарь. — Чернівці: Місто, 2004. — С. 61.
- Галина Гафінчук (09.09.1960, с. Сербичани Сокирянського району) — журналіст, режисер. У 1985 р. закінчила Київський державний інститут культури ім. А. Є. Корнійчука., в 1991 — Всесоюзний інститут підвищення кваліфікації працівників телебачення і радіомовлення. З 1987 р. процює в Чернівецькій облдержтелерадіокомпанії — асистентом режисера, режисером програмної служби, режисером редакції інформаційно-аналітичних та художніх програм. Г. І. Гафінчук (Медведенко) учасник багатьох міжнародних та всеукраїнських конкурсів: «Калинові острови», «Перемогли разом», «Агросвіт», де посіла перші місця і здобула «Гран-прі». У 2004 р. отримала «Гран-прі» у конкурсі «Агросвіт-2004», у 2006 р. — «Гран-прі» за передачу «Аннина гора». У 2009 р. її передача «Не відправлений лист» на міжнародному фестивалі телевізійних і радіопрограм посіла перше місце. Удостоєна диплома за участь у благодійному проекті «Подаруй дитині життя», відзначена грамотою УІІ фестивалю фолькллору та гумору Гуцульщини «Захарецький гарчик». Намінат книги Юхима Гусара «Дністровий зорепад»: штрихи до енциклопедичного словника-довідника «Літературно-мистецька Сокирянщина» (Чернівці: ВІЦ «Місто», 2010.- С. 21-22).
- Гвоздовський Василь Петрович (16 червня 1959 року) — Політолог.
- Добровольський Микола Іванович (02.06.1940, с. Сербичани, нині Сокирянського району) — журналіст, літератор, критик. Член НСЖУ (1980). Кандидат у майстри спорту з шахів (1976).
- Ладан Олександр Феодосійович — український геодезист. Академік інженерної академії наук. Директор Українського державного науково-виробничого інституту зйомок міст та геоінформатики імені А. В. Шаха. Голова ради директорів підприємств Державної служби геодезії, картографії та кадастру України. Почесний геодезист СРСР. Почесний геодезист України. Народився 01.05.1952 р., с. Сербичани, Сокирянський район. Закінчив геодезичний факультет Львівського політехнічного інституту. Пройшов шлях від інженера до директора інституту «Укргеоініорм» ім. А. В. Шаха, який очолив у 1997 р. Цього ж року обраний головою ради директорів підприємств Державної служби геодезії, картографії та кадастру України. Очолюваний інститут — виробничий підрозділ Державної служби геодезії, картографії та кадастру Держкомприродресурсів України, провідна установа із забезпечення міст, сіл, селищ та промислових підприємств України масштабними топографічними планами підземних комунікацій, матеріалами інженерних вишукувань та цифровими картами. У 2005—2010 рр. був членом делегації України на переговорах з Російською Федерацією щодо демаркації держкордону між Україною і Росією. Нагороджений Почесними грамотами: Кабінету Міністрів України; Міністерства екології та природних ресурсів України: Міністерства освіти України; Укргеодезкартографії; Федерації профспілок України. Помер 15.07.2020 р.

Літ.: Ладан Олександр Феодосійович // Буковина. Імена славних сучасників. — Київ: ТОВ «Світ Успіху», 2004. — С. 164; Гусар Ю. Геодезія — шлях у світ історії і культури /Юхим Гусар // Буковинське віче. — 2012. — 27 квітня (№ 17). — С. 4. Юхим Гусар.
- Ожеван Василь Васильович (01.10.1955) — Український музикант. Педагог. Закінчив Чернівецьке музичне училище, Харківський державний інститут культури. Працював викладачем музичної школи у смт Глибока Чернівецької області, методистом обласного науково-методичного центру народної творчості та культ-освітньої роботи у м. Хмельницький, директором Чорноострівської музичної школи Хмельницького району, завідувачем відділення Хмельницької дитячої музичної школи мистецтв, з 2007 р. — викладач-методист на кафедрі мистецтва у Хмельницькій гуманітарно-педагогічній академії ім. Миколи Дарманського. Як педагог-музикант виховав майже 80 лауреатів різних мистецьких конкурсів: 7 — Міжнародних, 22 — Всеукраїнських, 49 — обласних.
- Олійник Іван Федорович — (19.03.1931) — Механізатор. Кавалер орденів Трудового Червоного Прапора (1967) і Леніна (1968). Обирався дупутатом сільської Ради трьох скликань. Двічі був учасником Виставки досягнень народного господарства у Києві. Член ради старійшин села Сербичани.
- Плінгей Олексій Федорович (1929—2009) — Закінчив Ставчанське професійно-технічне училище. Працював трактористом, бригадиром тракторної бригади колгоспу ім. Леніна. Був делегатом третього Всесоюзного з'їзду колгоспників. Ногороджений орденами Трудового Червоного Прапора (1966), Леніна (1972), Жовтневої революції (1978).

## Померли від голоду в 1947 р.
За даними "Національної книги пам'яті жертв голодоморів 1932-1933, 1946-1947 років в Україні. Чернівецька область". - Чернівці: Зелена Буковина, 2008. - С. 789. - ISBN 978-966-8410-48-3.
- 1.Война Ольга Іванівна
- 2.Добровольська Надія Романівна
- 3.Коломієць Любов Потапівна
- 4.Костишен Ганна____________
- 5.Костишен Іван Георгійович
- 6.Костишен Любов Никифорівна
- 7.Маковій Анатолій Васильович
- 8.Маланчук Марія Іванівна
- 9.Пульбер Тимофій Якович
- 10.Рибак Варвара Іванівна